# اقتصاد تايوان

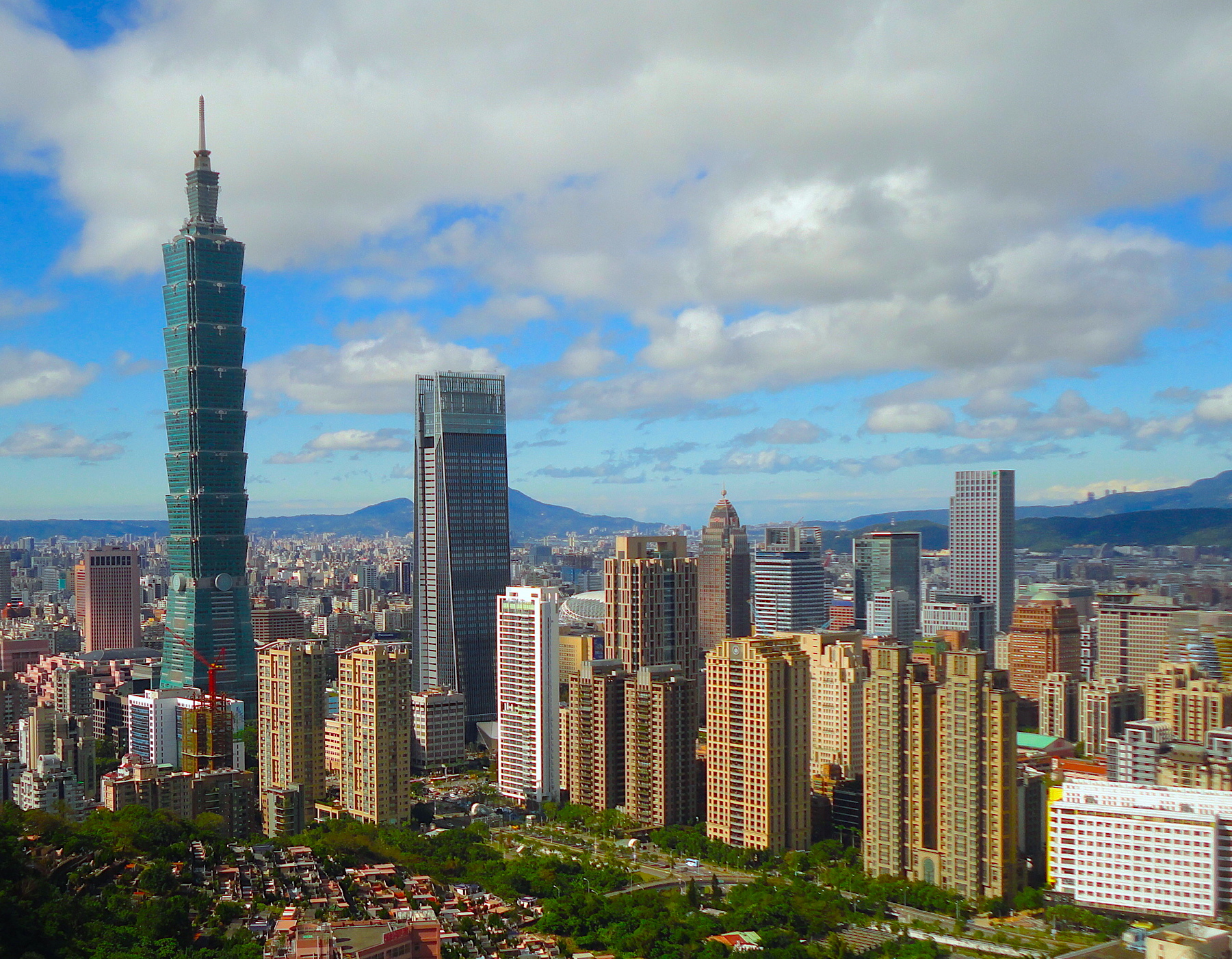
تايبي عاصمة تايوان والمركز المالي لتايوان.

اقتصاد تايوان اقتصاد رأسمالي متطور، يُصنف سابع أكبر اقتصاد في آسيا وفي المرتبة الثانية والعشرين عالميًا من ناحية تكافؤ القوة الشرائية. يُصنِّفه صندوق النقد الدولي ضمن مجموعة الاقتصادات المتطورة، ويعتبر ضمن مجموعة الاقتصادات ذات الدخل المرتفع وفقًا للبنك الدولي. تايوان هي أكبر اقتصاد مُصنّع لرقائق الحواسيب المتطورة في العالم.
اعتبارًا من عام 2018، أصبحت الاتصالات السلكية واللاسليكة والخدمات المالية وخدمات الفائدة هي القطاعات الثلاثة ذات الأجر الأعلى للأفراد في تايوان. يحتل اقتصاد تايوان المرتبة الأعلى في آسيا لمؤشر ريادة الأعمال العالمي لعام 2015 (جي إي آي) (GEI) لقوى معينة. خُصخصَت معظم البنوك الكبيرة والشركات الصناعية التي تمتلكها الدولة، وتعتبر الشركات العائلية أحد العوامل الاقتصادية النشطة في تايوان حاليًا. بلغ النمو الحقيقي في الناتج المحلي الإجمالي حوالي 8% خلال العقود الثلاثة الماضية بسبب التخطيط الاقتصادي التكنوقراطي بموجب قانون الأحكام العرفية حتى عام 1987. نمت الصادرات بشكل أسرع وشكّلت منذ الحرب العالمية الثانية الدافع الأكبر للتصنيع. (التضخم الاقتصادي والبطالة منخفضين، والفائض التجاري كبير، والاحتياطي الأجنبي هو رابع أكبر احتياطي في العالم). تساهم الزراعة بنسبة 3% من الناتج الإجمالي المحلي، إذ انخفضت من 35% في عام 1952، ويشكل قطاع الخدمات نسبة 73% من الاقتصاد. تُستبعد الصناعات التقليدية ذات العمالة الكثيفة بشكل مُطرد وتُستبدل بالصناعات المدعومة بالتكنولوجيا ورأس المال باعتبار هذا خطوةً سابقةً تساهم في نضج الصناعة التحويلية في المنافسات الاقتصادية العالمية على تكلفة العمالة (مؤشر الأداء الرئيس)، والأتمتة (الصناعة 4.0)، وتحقيق تصميم المنتج (النموذج الأولي) والتسويق التكنولوجي (الابتكار مع المعرفة/القوة العملية) وتجسيد الإنجاز العلمي (براءات الاختراع) والاكتشافات العلمية (النتائج العلمية من الطريقة العملية التجريبية) وارتفاع الاعتماد المفرط على الشركات الصانعة للمعدات الأصلية ونماذج الشركات المصنعة للتصاميم الأصلية، إذ لا توجد أي جامعة من جامعات تايوان تدخل في ترتيب وكالة رويترز لأكثر مئة جامعة ابتكارية في العالم، وقد يحتاج اقتصاد تايوان إلى تعاون دولي فيما يتعلق بالجامعات والأبحاث والتعامل الصناعي على مستوى فرص الشركات المنفصلة.
الاقتصاد في تايوان هو شريك لا يمكن الاستغناء عنه في سلاسل القيمة العالمية لصناعة الإلكترونيات. تعتبر المكونات الإلكترونية والحواسيب الشخصيّة مجالين من مجالات القوة الدوليّة لصناعة تكنولوجيا المعلومات في تايوان، ما يعني أن اقتصاد تايوان يمتلك قدرة تنافسية في الحصول على منحنى تعليم من التكنولوجيات الأجنبية المتقدمة مع إنتاجها بتكاليف أقل وبيعها إلى الخارج. معهد صناعة المعلومات -بسبب تقييمه الدولي- هو المسؤول عن تطوير صناعة تكنولوجيا المعلومات وصناعة تكنولوجيا المعلومات والاتصالات في تايوان. يعتبر معهد الأبحاث التكنولوجية الصناعية -إلى جانب شركائه العالميين- مركز البحث المتقدم للتكنولوجيا التطبيقية لاقتصاد تايوان. بيّنت المديرية العامة للميزانية والمحاسبة والإحصاء ووزارة الشؤون الاقتصادية ما هي المؤشرات الاقتصادية الرئيسة لاقتصاد تايوان. يقدم معهد تشونغ-هوا للأبحاث الاقتصادية توقعات اقتصادية بتقدم اقتصاد تايوان إلى الطليعة إلى جانب الأبحاث الموثوقة عن العلاقات الاقتصادية الثنائية مع رابطة دول جنوب شرق آسيا من قبل مركز الدراسات المشترك لدول جنوب شرق آسيا وتايوان. بورصة تايوان هي المستضيفة لقائمة الشركات المصنعة محليًا في تايوان إلى جانب مخاطر مالية مرجحة الحدوث لمؤشر فوتسي لتايوان ومؤشر مورجان ستانلي كابيتال إنترناشيونال التايواني.
يدعم مجلس تنمية التجارة الخارجية التايواني التجارة الدولية رسميًا. أصبحت الشركات التايوانية والمستثمرون التايوانيون من أكبر المستثمرين في بر الصين الرئيس وفيتنام وتايلاند وإندونيسيا والفيليبين وماليزيا. عانت تايوان قليلًا من الأزمة المالية بين عامي 1997-1999 مقارنةً باقتصادات عديدة في المنطقة بسبب سياسة البنك المركزي لجمهورية الصين (تايوان) المالية المستقرة والمحافِظة وقوى تنظيم المشروعات. اثنان من أكبر بنوك تايوان هما بنك تايوان وبنك ميغا التجاري الدولي، لكن القطاع المالي ليس الصناعة الدولية الأكبر في تايوان. على عكس جارتيها اليابان وكوريا الجنوبية، تشكّل الشركات المتوسطة والصغيرة نسبة كبيرة من الشركات في تايوان. تميّزت تايوان بأن اقتصادها هو أحد الاقتصادات الصناعية الحديثة على أثر تنفيذ العشرة مشاريع البنائية الكبرى في سبعينيات القرن العشرين.
بحلول تسعينيات القرن العشرين، تبنّى اقتصاد تايوان الليبرالية الاقتصادية مع تتالي الإصلاحات الاقتصادية المتعاقبة. وافقت بورصة لندن للمعادن -التي هي أكبر بورصة للمعادن في العالم- على أن مدينة كاوهسيونغ في تايوان هي نقطة تسليم جيدة للألمنيوم الأوّلي وسبائك الألمنيوم والنحاس والرصاص والنيكل والقصدير والزنك، وعلى أنها الموقع التاسع لبورصة لندن للمعادن في آسيا -بتاريخ 17 يونيو من عام 2013- من أجل العقود المستقبلية الخاصة بالمعادن والإنتاج الصناعي للتكامل العالمي لاقتصاد تايوان. يحظى اقتصاد تايوان بأكبر كثافة للمتاجر الحديثة في العالم. يشتمل نظام الضرائب المباشر لاقتصاد تايوان على ضريبة إجمالي إيرادات الأعمال (جي بي آر تي) (GBRT) «ضريبة إجمالي الإيصالات» وضريبة القيمة المضافة. يُصنف اقتصاد تايوان بالمرتبة 15 في قائمة أفضل 20 وجهة في العالم من ناحية الزوار الدوليين لفترة وجيزة في عام 2014، وذلك من خلال مؤشر ماستركارد للمدن الأكثر وجهة عالميًّا في عام 2014. بدأت «فقاعة الشاي» في تايوان.

## مزيد من القراءة
- Taiwan ASEAN Studies Center; ASEAN Outlook Magazine; May 2013. Myanmar’s Overlooked Industry Opportunities and Investment Climate, by David DuByne